# Dutch Open 1991
Il Dutch Open 1991 è stato un torneo di tennis giocato sulla terra rossa. È stata la 34ª edizione del Dutch Open, che fa parte della categoria ATP World Series nell'ambito dell'ATP Tour 1991. Si è giocato ad Hilversum nei Paesi Bassi, dal 22 luglio al 28 luglio 1991.

## Campioni

### Singolare
Magnus Gustafsson ha battuto in finale  Jordi Arrese con il punteggio di 5–7, 7–6(2), 2–6, 6–1, 6–0

### Doppio
Richard Krajicek /  Jan Siemerink hanno battuto in finale  Francisco Clavet /  Magnus Gustafsson con il punteggio di 7–5, 6–4